# Rene Saguisag

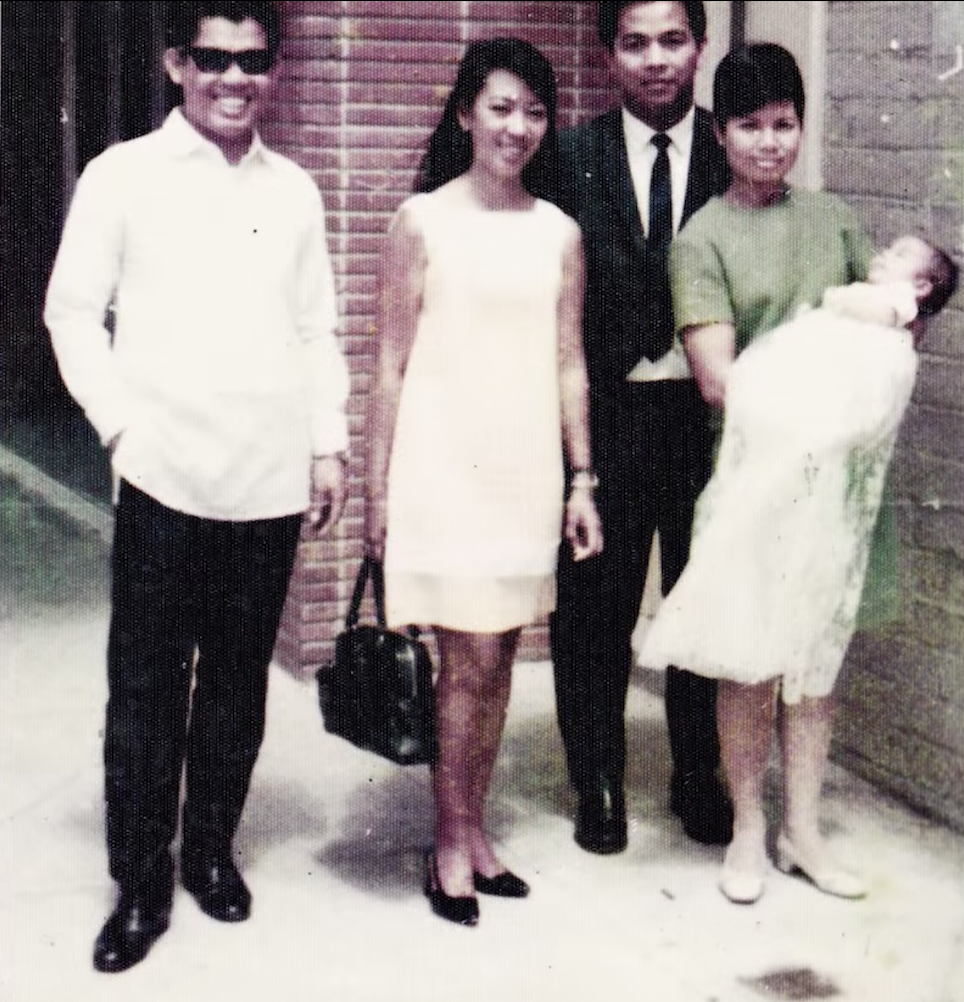
Rene Saguisag (links)

Rene Saguisag (Mauban, 14 augustus 1939 – 23 april 2024) was een Filipijns politicus. Saguisag was van 1972 tot 1986 mensenrechtenadvocaat. In 1986 werd hij door Corazon Aquino benoemd als presidentieel woordvoerder. Van 1987 tot 1992 was hij lid van de Filipijnse Senaat. 
Op 8 november 2007 was Saguisag betrokken bij een auto-ongeluk in Makati City. De vrouw van Saguisag, voormalig minister van Sociale zekerheid en ontwikkeling Dulce Saguisag, kwam hierbij om het leven. Saguisag raakte ernstig gewond.
Saguisag overleed in april 2024 op 84-jarige leeftijd.